# Авл Постумий Альбин (консул 242 года до н. э.)
Авл Постумий Альбин (лат. Aulus Postumius Albinus; умер между 234 и 218 годами до н. э.) — древнеримский политический деятель из патрицианского рода Постумиев, консул 242 года до н. э. и цензор 234 года до н. э. Неудачно претендовал на командование римским флотом на заключительном этапе Первой Пунической войны.

## Происхождение
Авл Постумий принадлежал к одному из знатнейших патрицианских родов Рима, упоминающемуся в источниках, начиная с первого десятилетия Римской республики. Капитолийские фасты называют преномен отца и деда Авла Постумия — Авл и Луций соответственно; Луций был предположительно царём священнодействий около 274 года до н. э.

## Биография
Первые упоминания об Авле Постумии в сохранившихся источниках относятся к 242 году до н. э. Тогда Альбин, уже занимавший жреческую должность фламина Юпитера (flamen dialis), добился своего избрания консулом. Его коллегой был незнатный плебей Гай Лутаций Катул. Альбин намеревался возглавить военный флот на завершающем этапе Первой Пунической войны, но великий понтифик Луций Цецилий Метелл не позволил ему покинуть Рим, сославшись на необходимость выполнять обязанности фламина — оберегать религиозные святыни. Поэтому на войну отправился Катул, одержавший победу у Эгатских островов и добившийся таким образом выгодного мира.
Исследователи видят в этой истории одно из поздних проявлений борьбы между сословиями: верховный понтифик-плебей постарался использовать подчинённое положение фламина, чтобы ослабить власть патрициата и дать ещё одному плебею (человеку совершенно незнатному) дорогу к славе. Это стало прецедентом; аналогичным образом в 189 году до н. э. верховный понтифик Публий Лициний Красс Див запретил отъезд на Сардинию претору и фламину Квирина Квинту Фабию Пиктору, а в 131 году до н. э. верховный понтифик и консул Публий Лициний Красс Муциан запретил второму консулу и фламину Марса Луцию Валерию Флакку принимать командование в Пергамской войне.
В 234 году до н. э. Авл Постумий достиг вершины своей политической карьеры — должности цензора. Его коллегой стал плебей Гай Атилий Бульб, а консулом того же года был сын Авла. О деятельности этой цензорской коллегии источники ничего не сообщают: сохранились только упоминания Альбина и Бульба в фастах.
Предположительно Авл Постумий умер до 218 года до н. э. Начиная с этого времени история Рима достаточно подробно описывается в сохранившейся третьей декаде «Истории Рима от основания города» Тита Ливия, где сообщается о смертях всех фламинов, но имя Авла там не фигурирует.

## Потомки
Сыном Авла Постумия был Луций Постумий Альбин, трёхкратный консул (в 234, 229 и 215 годах до н. э.). Предположительно у Авла был и ещё один сын, носивший то же имя, но не сделавший карьеру; он стал отцом трёх консулов.